# にぎやかな食卓
「にぎやかな食卓」(にぎやかなしょくたく)は、1994年1月6日にテレビドラマ『世にも奇妙な物語 冬の特別編』(1994年)内で放送されたストーリーである。主演はいしだ壱成。

## あらすじ
主人公の森田浩二は（いしだ壱成）は、高校3年生。両親と祖父、姉とひとつ屋根の下で仲良く暮らしていた。そして浩二は大学合格を家族に報告する。合格の知らせを聞いた家族（父、母、姉、祖父）は皆一様に喜んだ。みんなの異常な喜び方に少し驚く浩二。
ところが、翌日から、彼の全く知らない理由で、家族が一人一人、彼の前からいなくなっていく。
姉は海外留学、祖父は食べ物を詰まらせて救急車で運搬、父は単身赴任で北海道へ。
すべてが急な出来事で、姉の留学や父の転勤の話は直前まで主人公は話を聞かされていない。
不審に思った主人公は、父の会社、姉の学校、そして祖父が入院しているはずの病院を訪ねるも、「そんな人はいない」と答えられてしまう。
そんな折、とある会社の担当者が主人公の前に現れ、信じられない説明を受ける。
主人公の“今の”家族は、その会社の派遣したレンタル家族だと知らされるのだった。
本当の両親は、主人公が幼い頃に仕事で危険な場所へ行かなくてはならなくなったため、もし自分達に何かがあったら、息子が大学に合格するまでの間、家族のレンタルを契約し、レンタル家族に浩二の養育を依頼していたと言うのだ。
その後、本当の両親は帰らぬ人となり、また主人公が大学に合格した事で、とうとうレンタル期限を迎えたのだった。
今までの家族との記憶を回想しながら家路につく主人公。
家には主人公の大好物であるビーフシチューを作ってくれて母が待っていた。浩二が母に「(レンタル家族の)契約完了の書類にサインして来たよ」と話すと「そう･･･」と答えた。
母と二人、主人公は最後の食事を済ます。母は夕食の後片付けをしている中で「終わった･･･」と一人静かに呟いた。
翌朝、彼が起きてくると、すでに家には誰もいない。
誰もいない食卓で一人朝ご飯を食べ、主人公は今までと変わらず出掛ける。
もう誰もいない家に向かって、今までと変わらず「行ってきます！」と言葉を残して。

## キャスト
- 森田浩二 - いしだ壱成

主人公。18歳の高校3年生。両親・祖父・姉と仲良く暮らしていたが、浩二が大学受験に合格した日を境に奇妙な出来事が起こる。
- 森田修平 - 下條アトム

浩二の父。浩二が大学に合格した翌日に突如、単身赴任で北海道に転勤する。
- 森田総一郎 - 早崎文司

浩二の祖父。家族との会話の中でかつて満州で過ごした経験があると語っている。
- 森田明美 - 川嶋朋子

浩二の姉。大学生。浩二が大学に合格した翌日の朝に「フランスに留学する」と言って家を出る。
- 事務員 - 網野あきら

明美が通う大学の学生課の職員。浩二が姉の事を尋ねた際に「そのような名前の学生は在籍していない」と答える。
- 受付嬢 - 木村直子

修平の勤務する会社の受付嬢。浩二が父の事を尋ねた際に「社内(支社を含めて)にそのような名前の社員は在籍していない」と答える。
- 看護婦 - 後藤展江

総一郎が入院した病院の看護婦。浩二が祖父の事を尋ねた所、「そのような名前の入院患者はいない」と答える。
- 男の声 - 三田村慎[注 2]
- 立花 - 角野卓造

浩二に彼の実際の生い立ちと、彼が現在一緒に暮らしている家族が「レンタル家族」である事を伝える。
- 森田小枝子 - 范文雀

浩二の母。

## スタッフ
- 原案 - 井浪達也
- 脚本 - 沢村一幸
- 監督 - 井坂聡